# Bur Mbatu
Bur Mbatu är ett berg i Indonesien.   Det ligger i provinsen Aceh, i den västra delen av landet, 1 600 km nordväst om huvudstaden Jakarta. Toppen på Bur Mbatu är 1 522 meter över havet, eller 99 meter över den omgivande terrängen. Bredden vid basen är 0,67 km.
Terrängen runt Bur Mbatu är kuperad norrut, men söderut är den bergig. Terrängen runt Bur Mbatu sluttar norrut. Runt Bur Mbatu är det ganska glesbefolkat, med 23 invånare per kvadratkilometer. I omgivningarna runt Bur Mbatu växer i huvudsak städsegrön lövskog.